# Centris metathoracica
Centris metathoracica är en biart som beskrevs av Heinrich Friese 1912. Centris metathoracica ingår i släktet Centris och familjen långtungebin. Inga underarter finns listade.